# Стратилатов, Константин Александрович
Константин Александрович Стратила́тов (1827, Санкт-Петербург — 12 апреля 1878, Санкт-Петербург) — русский священник, протоиерей, проповедник и духовный писатель.

## Биография
Родился в семье Александра Степановича Стратилатова, протоиерея Исаакиевского собора в Санкт-Петербурге. Окончил Санкт-Петербургскую духовную семинарию (1843—1847).
Рукоположен 14 сентября 1848 г. в диакона и причтен к церкви св. кн. Александра Невского при Правительствующем Сенате. 1 октября 1854 г. рукоположен во священника, со следующего года и до конца своих дней служил в церкви Благовещения Пресвятой Богородицы в Новой Деревне.
С 1875 г. был законоучителем Новодеревенского сельского народного училища и Коломяжской народной школы.
За составление поучений для простого народа в 1871 г. удостоен премии Святейшего Синода в 500 р. серебром.

## Семья
Был женат на некоей Пелагее Васильевне (1830—?), с которой имел детей: Евгению (14.01.1851—?), бывшую позже замужем за священником той же Благовещенской церкви о. Петром Николаевичем Беневольским († 1882), Леонида (25.04.1853 — после 1922), Надежду (29.06.1857—?), Владимира (1859—?), Глафиру (4.04.1864—26.08.1922) и Александру (17.10.1874 — после 1931). Скончался от инсульта и погребен на Стародеревенском, ныне уже несуществующем кладбище.

## Литературная деятельность
«Будучи сельским священником подстоличной церкви, ― замечает автор некролога, ― он в то же время оставил по себе память как сельский проповедник и как духовный писатель».

## Труды
- Катехизические беседы к сельским прихожанам / [Соч.] Свящ. Новодеревен. Благовещен. Церкви Константина Стратилатова. Вып. 1—3. Санкт-Петербург, 1858—1859; изд. 2-е: 1860; изд. 3-е: 1867; 4-е изд.: 1872; изд. 5-е: 1893.
- Жития святых, кратко изложенные по руководству Четиих Миней и Пролога, священником Новодеревенской Благовещенской церкви Константином Стратилатовым : (С указанием того, как пишут их на иконах). Вып. 1—4. Санкт-Петербург, 1861—1865.
- Собрание церковных поучений для простого народа / [Соч.] Свящ. Новодеревен. Благовещ. церкви Константина Стратилатова. Ч. 1-[2]. Санкт-Петербург, 1872; изд. 2-е: 1890; изд. 3-е: 1903.
- Краткие поучения о божественной литургии для простого народа / [Соч.] Свящ. Новодеревенск. Благовещенск. церкви Константина Стратилатова. Санкт-Петербург, 1872.
- Священно-библейская история Ветхого и Нового завета : [Пояснит. текст] / Сост. Свящ. Константином Стратилатовым. Санкт-Петербург, 1866.
- Священно-библейская история Ветхого и Нового завета : Библия в лицах : Двести сорок изображений с рис. проф. Юлия Шнорра / Текст свящ. Константина Стратилатова. [Пояснит. текст]. Изд. 3-е. Санкт-Петербург, 1873.
- Священно-библейская история Ветхого и Нового завета в лицах / Рис. проф. Юлия Шнорра ; Текст свящ. Константина Стратилатова. Изд. 4-е. Санкт-Петербург, 1886.